# Robert Haig Coxon
Robert Haig Coxon (Montreal, Canadá, 1946) es un compositor, productor, arreglista y teclista del género New Age.

## Inicios
Robert comenzó en el mundo de la música a los 9 años de edad, cuando empezó a tomar lecciones de piano. A los 11 años ya empezó a componer y a los 15 años formó su primera banda de Rock and Roll. A los 17 tocaba en clubes nocturnos. Estudió composición clásica y pedagogía en la McGill University (Montreal). Durante estos años de estudio fue músico de jazz.

## Estilo
Su música es exclusivamente instrumental. Está integrada por una mezcla de instrumentos musicales electrónicos y clásicos. Se le clasifica dentro del estilo New Age. Robert no tiene en su haber ningún premio musical, si bien ha llegado a la categoría de nominado, en su país natal, varias veces para los premios  ADISQ (Association Québécoise de l’Industrie du Disque, du Spectacle et de la Vidéo) de Canadá, conocidos como premios Gala o Félix siempre en las categorías de música Instrumental o de música New Age.

## Relación con la relajación, la meditación y las terapias alternativas
Robert fue iniciado en la meditación y en el estudio de la metafísica por su propia familia cuando era niño, pero no le enseñaron una técnica concreta de meditación. Años después, cuando tocaba en el escenario con los grupos musicales, la tensión muscular le lesionó la espalda, con dolores que le impedían tocar. Asistiendo a unos cursos de relajación para disminuir la tensión, comprobó que se usaba música para relajar a los estudiantes. Decidió entonces investigar en las cualidades de la música para que la gente pudiese usarla como método de meditación sin necesidad de aprender una técnica especial. Bastaría con que una persona se dejase sumergir en una melodía, la cual tuviese unas cualidades instrumentales, rítmicas y armónicas adecuadas, para llevar a la persona a descubrir su naturaleza interior. Esa es pues la base de todas las obras de New Age publicadas por Robert Haig. «Déjate llevar por la música, empieza a soñar lo que quieres ser y date cuenta de que ése es tu futuro», es la técnica de meditación aconsejada por Robert.
Las composiciones de Robert tienen reconocimiento dentro del círculo de las terapias alternativas, y son usadas como acompañamiento de tales terapias para relajar a los pacientes.
Robert está interesado en ir más allá de la meditación y estudiar la influencia que supuestamente ejerce la música no solamente en la psique humana, sino en el cuerpo físico. Para ello trabaja en estudios con el Instituto Monroe. También trabaja en la organización New Age sin ánimo de lucro Kryon, creada en 1989 por el estadounidense Lee Carroll.

## Sus álbumes
- Cristal Silence I - The Silence Within - 1986
- Cristal Silence II - Beyond Dreaming - 1987
- Cristal Silence III - The Inner Voyage - 1991
- Crystal New Age Stories - 1994
- The Silent Path - 1995
- Mental Clarity - 2001 (Creative Mind Series, composiciones experimentales de sonidos sin melodía que supuestamente ayudan a la meditación y creatividad)
- Prelude to Infinity - 2004
- The Infinite... Essence of Life - 2009
- Goddess, The Power of Woman - 2011
- Passion Compassion Alegría - 2015
- Quantum Reality - 2018
- Silent Path II... The Healing Heart - 2018

Además de publicar sus álbumes, hace conciertos en vivo y también actuaciones por internet en directo (webcasts).